# Liv Ceder
Liv Ceder (12 marzo 2001) è una sciatrice alpina svedese.

## Biografia
Attiva in gare FIS dal dicembre del 2017, in Coppa Europa la Ceder ha esordito il 29 novembre 2019 a Trysil in slalom gigante, senza completare la prova, e ha conquistato il primo podio il 21 gennaio 2021 a Zell am See in slalom speciale (3ª); ha debuttato in Coppa del Mondo il 12 marzo 2021 a Åre nella medesima specialità, senza completare la prova, e il 9 dicembre 2023 ha conquistato la prima vittoria in Coppa Europa, a Mayrhofen sempre in slalom gigante. Non ha preso parte a rassegne olimpiche o iridate.

## Palmarès

### Coppa Europa
- Miglior piazzamento in classifica generale: 37ª nel 2021
- 2 podi:
  - 1 vittoria
  - 1 terzo posto

#### Coppa Europa - vittorie
| Data            | Località  | Paese   | Specialità |
| --------------- | --------- | ------- | ---------- |
| 9 dicembre 2023 | Mayrhofen | Austria | GS         |

Legenda:

GS = slalom gigante

### Far East Cup
- Miglior piazzamento in classifica generale: 16ª nel 2019
- 2 podi:
  - 2 vittorie

#### Far East Cup - vittorie
| Data             | Località | Paese | Specialità |
| ---------------- | -------- | ----- | ---------- |
| 5 dicembre 2018  | Wanlong  | Cina  | SL         |
| 10 dicembre 2018 | Taiwoo   | Cina  | SL         |

Legenda:

SL = slalom speciale

### Campionati svedesi
- 2 medaglie:
  - 2 argenti (supergigante nel 2019; slalom gigante nel 2024)